# Мелроуз-Плейс (телесериал, 2009)
«Мелроуз Плейс» (англ. Melrose Place) — американский телесериал, продолжение сериала середины 90-х — «Мелроуз Плейс». Шоу представляет собой уже четвёртое продолжение во вселенной персонажей «Беверли-Хиллз, 90210», созданного Дарреном Старром (после «Мелроуз-Плейс», «Агентство моделей» и «90210: Новое поколение»). Транслировался с двухчасовой премьеры на канале theCW с 8 сентября 2009 года по 13 апреля 2010 года. Шоу рассказывает о группе молодых людей, проживающих в квартирном комплексе в Западном Голливуде в Калифорнии. Главными продюсерами шоу стали Тодд Славкин и Даррен Суиммер — исполнительные продюсеры сериала «Тайны Смолвиля», выходившего на том же канале.
Сериал транслировался в России на канале Муз-ТВ с 15 марта по 1 апреля 2010 года.

## Сюжет
Года проходят, а Мелроуз-Плейс не меняется… В знаменитых апартаментах из оригинального сериала живут новые герои, а вот атмосфера осталась прежней: интриги, секс, предательство и загадочная смерть хозяйки квартирного комплекса, Сидни Эндрюс, чьё бездыханное тело было найдено в бассейне.
Кто же мог желать смерти Сидни? Студентка медицинского Лорен, которая оплачивает обучение занятием проституцией? Молодой киношник Джона, которому предложили сделку за умалчивание интересных подробностей из жизни знаменитого режиссёра. Главный подозреваемый Дэвид — бывший любовник Сидни, которому помогла выбраться из тюрьмы бисексуальная журналистка Элла, обеспечившая ему фальшивое алиби. Ясно, что у девушки были свои причины избавиться от Сидни, но какие именно? И в то время как Дэвид крадёт ценные картины у собственного отца доктора Майкла Манчини, повар популярного заведения Огги сжигает окровавленную одежду…
Тем временем, роман между Джоной и Эллой приводит к расторжению помолвки молодого человека и его возлюбленной Райли, а сестра Сидни, Джейн решает докопаться до истины и узнать мотивы Эллы, начиная шантажировать девушку. Между тем, выясняется, что девушка, нашедшая тело Сидни, Вайолет — её дочь, которую женщина отказывалась признавать.

## В ролях
| Основной состав                | Основной состав          | Основной состав | Основной состав | Основной состав     |
| Актёр                          | Персонаж                 | Год             | Кол-во эпизодов | Примечания          |
| ------------------------------ | ------------------------ | --------------- | --------------- | ------------------- |
| Кэти Кэссиди                   | Элла Симмс               | 2009-2010       | 18 эпизодов     | [ 8 ]               |
| Стефани Джейкобсен             | Лорен Янг                | 2009-2010       | 18 эпизодов     | [ 8 ]               |
| Джессика Лукас                 | Райли Римчонд            | 2009-2010       | 18 эпизодов     | [ 8 ]               |
| Майкл Рэйди                    | Джонна Миллер            | 2009-2010       | 18 эпизодов     | [ 8 ]               |
| Шон Сайпс                      | Дэвид Брэк               | 2009-2010       | 18 эпизодов     | [ 8 ] [ 9 ] [ 10 ]  |
| Колин Игглсфилд                | Огуст «Огги» Киркпатрик  | 2009-2010       | 13 эпизодов     | [ 8 ] [ 11 ]        |
| Эшли Симпсон-Уэнц              | Вайолет Фостер           | 2009-2010       | 13 эпизодов     | [ 8 ] [ 11 ] [ 12 ] |
| Специально приглашённые звёзды |                          |                 |                 |                     |
| Актёр                          | Персонаж                 | Год             | Кол-во эпизодов | Примечания          |
| Томас Калабро                  | Майкл Манчини            | 2009-2010       | 9 эпизодов      | [ 8 ]               |
| Хизер Локлир                   | Аманда Вудвард           | 2009-2010       | 8 эпизодов      | [ 8 ]               |
| Лора Лейтон                    | Сидни Эндрюс             | 2009-2010       | 7 эпизодов      | [ 8 ] [ 13 ]        |
| Джози Биссэт                   | Джейн Эндрюс             | 2009-2010       | 2 эпизода       | [ 8 ] [ 14 ]        |
| Дафна Зунига                   | Джо Рейнольдс            | 2009-2010       | 2 эпизода       | [ 8 ]               |
| Второстепенные персонажи       |                          |                 |                 |                     |
| Актёр                          | Персонаж                 | Год             | Кол-во эпизодов | Примечания          |
| Брук Бёрнс                     | Ванесса Манчини          | 2009-2010       | 8 эпизодов      | [ 8 ]               |
| Николас Гонсалес               | Детектив Джеймс Родригес | 2009            | 8 эпизодов      | [ 8 ]               |
| Виктор Уэбстер                 | Калеб Брюэр              | 2009            | 8 эпизодов      | [ 8 ]               |
| Ник Зано                       | Дрю Прагин               | 2010            | 5 эпизодов      | [ 8 ]               |
| Келли Карлсон                  | Венди Мэттисон           | 2009-2010       | 4 эпизода       | [ 8 ]               |
| Мейсон Вэйл Коттон             | Ноа Манчини              | 2009-2010       | 4 эпизода       | [ 8 ]               |
| Итан Эриксон                   | Шеф Марчелло             | 2009            | 4 эпизода       | [ 8 ]               |
| Джейсон Олив                   | Детектив Дрейк           | 2009            | 4 эпизода       | [ 8 ]               |
| Билли Кэмпбэлл                 | Бен Бринкли              | 2010            | 3 эпизода       | [ 8 ]               |
| Найалл Мэйттер                 | Рик Пакстон              | 2009-2010       | 3 эпизода       | [ 8 ]               |
| Адам Кауфман                   | Тоби Шепард              | 2009            | 2 эпизода       | [ 8 ]               |
| Дженна Дуан                    | Кендра Уилсон            | 2009            | 2 эпизода       | [ 8 ]               |
| Рик Фокс                       | Мейсон                   | 2009-2010       | 2 эпизода       | [ 8 ]               |
| Джо Ландо                      | Мистер МакКеллан         | 2009-2010       | 2 эпизода       | [ 8 ]               |
| Шон Винг                       | Леви Фостер              | 2009            | 1 эпизод        | [ 8 ]               |
| Тэрин Мэннинг                  | Играет саму себя         | 2009            | 1 эпизод        | [ 8 ]               |
| Тейлор Коул                    | Труди Чендлер            | 2009            | 1 эпизод        | [ 8 ]               |
| Сэмюэль Пэйдж                  | Виктор                   | 2009            | 1 эпизод        | [ 8 ]               |

## Создание

### Разработка проекта
23 сентября 2008 года, Марк Малкин с ресурса E!Online объявил, что по следам спин-оффа «90210: Новое поколение» канал The CW запускает новый проект — продолжение другого культового сериала Аарона Спеллинга — «Мелроуз Плейс». Лиза Ринна, звезда оригинального сериала также призналась, что до неё доходили подобные слухи, однако сам канала не делал официальных заявлений и даже более того — отрицал сам факт заинтересованности канала в проекте.
11 октября 2008, журнал TV Guide процитировал автора оригинального сериала, Даррена Старра, заявившего, что «он был бы рад поработать над проектом, если бы обсуждение работы над проектом вообще началось». В конце месяца, The CW и CBS Paramount Network Television, что существует вероятность запуска проекта в сезоне 2009—2010 и обозначили свою основную зрительскую аудиторию — молодые женщины. 31 октября Майкл Аусьело из Entertainment Weekly рассказал о том, что создателю другого популярного сериала «Холм одного дерева», Марку Швону предложили заняться проектом, а 14 декабря The Hollywood Reporter сообщил, что канал начал официальные переговоры со Швоном насчёт написания сценария пилотного эпизода.
В январе 2009 года президент канала Дон Острофф выступила с официальным сообщением, что работа над проектом началась, однако автор сценария пилота всё ещё не утверждён. Также она подтвердила, что в сюжет будут включены как новые, так и герои оригинального шоу. По её словам, сериал будет отличаться от оригинала — «есть более насущные проблемы: экономика находится в упадке, люди остаются без работы. Определённо, настали иные, отличные от 1992 года, времена… В начале эпизода у зрителей будет возможность понаблюдать за героями, но я считаю, что новое шоу должно быть более динамичным. Наши зрители любят „Холм одного дерева“ и „Сплетницу“ — мы постараемся показать аудитории, что каким бы обманчивым не был облик персонажей, всем им есть, что скрывать, давая создателям возможность внести в сюжет неожиданные повороты».
После того, как стало известно, что Швон не будет принимать участия в съёмках, 19 января Аусьело сообщил, что канал начал переговоры с Тоддом Славкиным и Дарреном Суиммером, а 6 февраля информация о том, что именно они будут отвечать за проект, официально подтвердилась. 6 февраля стало известно, что основные герои шоу уже придуманы и ведётся обсуждение кандидатур на их роли.
23 февраля 2009 года, The Hollywood Reporter объявил, что съёмки эпизода, написанного Суиммером и Славкиным, начнутся в самое ближайшее время — «в новом шоу будет всё то, что полюбили зрители старого сериала: зрители будут наблюдать за жизнью обитателей Лос-Анджелеса, которым слегка за 20, за их жизни в Мелроуз-Плейс». Дэвис Гаггенхэйм, получивший премию «Оскар» за свой документальный фильм «Неудобная правда», срежиссировал пилотный эпизод и выступил в роли исполнительного продюсера.

### Кастинг
6 февраля 2009 года, Майкл Аусьело представил вниманию публики список действующих лиц: Дэвид Паттэрсон (по начальной задумке он должен был быть сыном Джейка Хэнсона, а не Майкла Манчини); периодическая любовница Дэвида, агент по связям с общественностью Элла Миллер; начинающий кинорежиссёр Джона Миллер; его подружка, учительница начальных классов Райли Ричмонд; бывший алкоголик Огги Киркпатрик; Лорен Бишоп — целеустремлённая студентка медицинского университета; и, наконец, Вайолет Фостер — девушка из маленького городка, «недотрога, знающая, когда надо стать игривым сексуальным котёнком».
25 февраля «The Hollywood Reporter», что первым актёром, подписавшим контракт, стал Майкл Рэйди, который исполнил роль Джоны, по мнению многих, похожего на Билли Кэмпбэлла (на персонажа Эндрю Шу из оригинального сериала). 27 февраля Variety подтвердил, что Кэти Кэссиди получила роль Эллы, которую Аусьело сравнил с Амандой Вудворд в исполнении Хизер Локлир.
9 марта, Аусьело опубликовал информацию, что актриса и певица Эшли Симпсон-Уэнц утверждена на роль Вайолет, хотя изначально роль хотели отдать Мише Бартон, но продюсеры сериала передумали в самую последнюю минуту, и роль досталась Эшли Симпсон. Кроме того, анонимный источник поделился информацией, согласно которой Хизер Локлир предложили появиться в первых эпизодах сериала.
17 марта благодаря The Hollywood Reporter стало известно, что роль Райли Ричмонд исполнит Джессика Лукас. На следующий день последовало заявление, что Локлир отказалась от предложения появиться в новом сериале, так как Аманде Вудворд нечего делать в Мелроуз-Плейс. 24 марта Колина Игглсфилда и Стефани Джейкобсон утвердили на роли Огги и Лорен соответственно.
3 апреля The Hollywood Reporter опубликовал информацию о том, что Шон Сайпс получил роль Дэвида, сына Джейка, а также стали известны кое-какие подробности из жизни персонажа: ссора с семьёй ограничила доступ юноши к семейному состоянию. А 5 апреля тот же The Hollywood Reporter рассказал, что Лора Лейтон вернётся в сериал в роли Сидни Эндрюс. Хотя считалось, что героиня погибла в конце 5 сезона оригинального сериала, новое шоу расскажет, что произошло с персонажем на самом деле. Кроме того, Сидни — домовладелица тех самых апартаментов, где жили герои старого шоу, и где также будет происходить действие нового сериала. Героиня Лейтон будет появляться в сериале на протяжении всего первого сезона.
6 апреля актёрский состав пополнили Томас Калабро в роли доктора Майкла Манчини, а также внесены изменения в сюжет — он станет отцом Дэвида, а не Джейк Хэнсон, как предполагалось ранее.

### Производство
19 мая 2009 Аусьело сообщил, что сериал был куплен каналом The CW. Представляя график на сезон 2009—2010 годов, руководство сообщило, что сериал будет выходить сразу же после «90210: Новое поколение», по вечерам вторников, также как и было при показе оригинальных сериалов «Беверли-Хиллз, 90210» и «Мелроуз-Плейс» на канале «Fox» в июне 1992 года. Остофф обмолвился, что в сюжетных линиях обоих сериалов возможен кроссовер. Персонажей Сайпса, Кэссдиди и Джейкобсон переименовали в пресс-релизе в Дэвида Брэка, Эллу Симмс и Лорен Янг, соответственно.
Ещё во время работы над сериалом The Los Angeles Times от 30 августа 2009 года сообщил, что в названии эпизодов будут использованы имена знаменитых улиц, где проходили натурные съёмки сцен этих эпизодов: на Бульваре Сансет, у Концертного зала Диснея, Купола Синерама, а также в Малибу и на Голливудских холмах.
23 сентября 2009 года «Variety» сообщило, что канал заказал 6 дополнительных эпизодов, несмотря на то, что рейтинги эпизодов «разочаровывали». 21 октября 2009 канал заказал ещё 5 эпизодов — общее количество эпизодов составило 18.
День спустя в интервью с Аусьело, Славкин и Суиммер объявили об уходе Колина Игглсфилда, Эшли Симпсон и Лоры Лейтон по окончании сюжетной линии с убийством Сидни — тайна раскроется в 12 эпизоде перед тем, как сериал уйдёт на перерыв.
Игглсфилд сообщил порталу E! Online, что его увольнение — решение продюсеров канала из-за низких рейтингов и желания сэкономить на зарплате актёров в убыточном шоу. Он также подтвердил, что его герой не будет убит и не погибнет в 12 эпизоде.

### Приглашённые звёзды
18 июня из People стало известно, что Джоси Биссэт, сыгравшая бывшую жену Майкла и старшую сестру Сидни, Джейн Манчини в оригинальном сериале вернётся к роли в новом шоу как минимум в одном эпизоде. Тейлор Коул получила роль бывшей девушки Дэвида, а Тэрин Мэннинг сыграет певицу, на песню которой снимает клип Джона. На следующий день Entertainment Weekly сообщил, что Дафна Зунига сыграет роль фотографа Джо Рейнольдс в двух эпизодах шоу. 17 июля 2009 ресурс E! Online подтвердил, что Брук Бёрн получила роль Ванессы, жены доктора Майкла Манчини и матери их сына Ноа. В тот же день из журнала TV Guide стало известно, что Виктору Уэбстору досталась роль Калеба, начальника Эллы. 20 июля 2009 E! Online также сообщил, что Келли Карлсон досталась роль молодой женщины, которая станет сутенёршей Лорен.
19 августа 2009 из E! Online стало известно, что Дженна Дуан появится в двух эпизодах сериала в роли Кенды Уилсон, кинопродюсера, заинтересовавшегося Джоной. Позже на той же неделе ресурс подветрдил новость, что Хизер Локлир вновь предложили вернуться к роли Аманды. 31 августа 2009 года, бывший член команды «LA Laker» Рик Фокс сообщил, что он появится в сериале в роли владельца клуба. Позже Access Hollywood сообщил, что Фокс появится в восьмом эпизоде.
22 сентября 2009 канал объявил, что Хизер Локлир наконец дала согласие на участие в проекте — актриса появится в десятом эпизоде. Славкин и Суиммер так говорят об этой новости: «Мы были в невероятном восторге от мысли, что сможем вернуть Аманду Вудвард в новый сериал! Участие Хизер — то, чего мы так долго добивались. Мы не могли представить себе этот проект без такого важного персонажа!». Ауссело рассказал, что Локлир сыграет начальницу Эллы, назвав данное сюжетное решение «столкновением двух мигер». 9 октября 2009 года журнал TV Guide сообщил, что актёр Билил Кэмпбелл сыграет роль могущественного миллионера и возлюбленного Аманды, который появится в тринадцатом эпизоде. 27 октября Ауссьело сообщил, что Ник Зано присоединится к актёрскому состав шоу в качестве замены Колина Игглсфилда. В интервью с Entertainment Weekly Зано сообщил, что сыграет роль молодого врача, коллеги Лорен, который переедет в квартирный комплекс, где живут главные герои.

### Съёмки
30 августа 2009 года Los Angeles Times сообщил, что съёмки сериала будут проходить на натуре во многих местах — начиная подворотнями и заканчивая знаменитыми Сансет-Бульвар, Синерама-Дам и Концертным Холлом Диснея, а также в окрестностях особняков в Малибу и других жилых районах. Оба исполнительных продюсера — Славкин и Суиммер — выросли в Лос-Анджелесе и хотели показать настоящий город, яркий и крутой. Съёмки Мелроуз-Плейс в шоу не ограничатся лишь одним названием.
Перед создателями сериала возникла та же проблема, что и перед создателями «90210: Новое поколение» — они должны были решить, каким будут новые герои и что делать со старыми персонажами? Продюсеры заявляют: «Мы старались использовать персонажей оригинального шоу так, чтобы это было выгодно для развития сюжета нового шоу, но при этом оставался смысл в происходящем… Кроме того, мы пытались действительно продолжить историю, таким образом, чтобы зрители легко поверили, будто старый „Мелроуз-Плейс“ вовсе и не исчезал с экранов США».
23 сентября было объявлено, что канал заказал ещё 6 эпизодов, несмотря на более чем «скромные» рейтинги шоу, а 21 октября — к сезоны прибавили ещё 5 эпизодов. В конечном счёте, оказалось, что в первом сезоне будет всего 18 серий. На следующий день в интервью Майклу Аусьело, Славин и Суиммер сообщили, что Колин Иглсфилд, Эшли Симпсон-Уэнц и Лора Лейтон покинут шоу сразу после того, как история с убийством Сидни получит развязку в 12 эпизоде. Колин Иглсфилд подтвердил ресурсу E!Online, что решение продюсеров обуславливается низкими рейтингами шоу, однако его персонаж Огги не будет убит, как предполагают многие.
Также Тодд Славкин сказал, что с уходом актёров, в сериале появятся новые персонажи, и сериал станет не таким мрачным и более смешным: «Теперь наши герои больше не подозреваются в убийстве — они могут повеселиться, сконцентрироваться на карьере, и делить постель с кем захотят — над ними и апартаментами не будет висеть это грозовое облако. Но вы ведь понимаете… Это Мелроуз-Плейс, как бы там ни было. В сериале будет много интриг».

### Закрытие сериала
Слухи по поводу будущей отмены сериала появились сразу же после дебюта сериала на телевидении, и лишь усилились, когда долгожданное появление Хизер Локлир в роли Аманды Вудоврд не оправдало ожидание продюсеров, а рейтинги шоу оставались катастрофически низкими. Как бы то ни было, сериал не отменили, когда он добрался до межсезонья с зимним перерывом в трансляции. Продюсеры хотели воспользоваться передышкой, чтобы серьёзно обдумать дальнейшую стратегию в съёмках шоу. Однако и это не помогло — после возвращения в эфир 9 марта 2010 года, показатели упали ещё на две десятые, оказавшись на отметке 1 миллиона зрителей.
После финала сезона 13 апреля, продюсер Даррен Суиммер оставил послание в своём Twitter'е: «Спасибо всем поклонникам. Если быть честным, вероятность выхода второго сезона крайне низка. Всё указывает на это, хотя официального заявления пока не поступало» (англ. «Thnx for the love, fans. Honestly, a season 2 looks like it ain't gonna happen. All signs say no, but no official word yet»). 18 мая 2010 года, за несколько дней до официального релиза, Суиммер опубликовал ещё одно сообщение, в котором подтвердил информацию, что шансы вернуться в новом сезоне с шоу крайне низки. Хотя приглашённые звёзды Томас Колабро и Виктор Уэбстер считают, что продолжение возможно, потому что сериалу «не дали возможности набрать обороты».
Известный телевизионный сайт TV by the Numbers, специализирующийся на показателях рейтингов шоу и их анализе, также высказал предположение, что вероятней всего, шоу отменят, так как оно не смогло найти свою целевую аудиторию. О большой вероятности закрытия сериала также говорит тот факт, что в ближайшее время заявлено достаточное количество других проектов с актёрами сериала, что, вероятно, привело бы к столкновению графиков съёмок.
Как бы там ни было, официальное решение канала The CW было принято 20 мая 2010 года — по решению руководства канала, сериал был закрыт после выпуска первого сезона, состоящего из 18 эпизодов.

## Список эпизодов
| Эпизод # | Название                           | Режиссёр          | Сценарий                                 | Премьера                                  | Количество зрителей (млн) |
| --- | ---------------------------------- | ----------------- | ---------------------------------------- | ----------------------------------------- | ------------------------- |
| 1 | «Pilot / Пилот»                    | Дэвис Гаджэнхейм  | Тодд Славкин и Даррен Суиммер            | 8 сентября 2009 (США) 15 марта 2010 (РФ)  | 2.31                      |
| В апартаментах Мелроуз-Плейс происходит трагедия — убита хозяйка Сидни Эндрюс. Все потрясены этим, однако становится ясно, что каждому из жителей уютных квартир есть что скрывать: Элла обеспечивает алиби Дэвиду, который не помнит, где был в ночь убийства. Огги сжигает окровавленную одежду. У отца Дэвида, доктора Майкла Манчини, тоже были свои причины избавиться от Сидни. Не говоря уже о странной новой жительнице по имени Вайолет и студентке Лорен — начинающей проститутке… |                                    |                   |                                          |                                           |                           |
| 2 | «Nightingale / Соловей»            | Грег Биман        | Лиз Тигелаар                             | 15 сентября 2009 (США) 16 марта 2010 (РФ) | 1.81                      |
| Жители апартаментов пытаются вернуться к нормальной жизни после убийства Сидни. Элла узнаёт от своего нового босса Калеба, что может быть уволена, если не найдёт крупного клиента. Она просит Дэвида взять её на важную вечеринку, где она хочет заключить сделку с известным актёром Джаспером. Всё ещё нуждаясь в деньгах, Лорен соглашается на очередное свидание за деньги с парнем по имени Рик, и встречает на той самой вечеринке Дэвида и Эллу. Детектив Родригес допрашивает Огги, и юноша рассказывает следователю о своей первой встрече с Сидни. Райли и Джона видят странное видео с Вайолет и понимают, что девушка что-то скрывает.                                                                                          |                                    |                   |                                          |                                           |                           |
| 3 | «Grand / Большой куш»              | Аллан Аркуш       | Каролин Драйс                            | 22 сентября 2009 (США) 17 марта 2010 (РФ) | 1.454                     |
| Джона приходит в бешенство, когда узнаёт, что Райли не сказала своим близким и друзьям об их помолвке. В расстроенных чувствах, Райли обращается к Огги за советом. Элла вынуждена нанять Джону в качестве оператора для съёмок музыкального клипа. Дэвид обвиняет Майкла в убийстве Сидни, а Лорен хочет работать в госпитале вместе с доктором Манчини. Вайолет тем временем пытается завоевать внимание Огги. |                                    |                   |                                          |                                           |                           |
| 4 | «Vine / Виноградная лоза»          | Фред Тои          | Дэниэл Томсэн Драйс                      | 29 сентября 2009 (США) 18 марта 2010 (РФ) | 1.42                      |
| Сестра Сидни, Джейн, появляется в Мелроуз-Плейс и становится новой владелицей апартаментов. Женщина угрожает Элле показать полиции письма, которые девушка писала Сидни. В обмен Элла должна заняться раскруткой клиента Джейн. Отчаявшаяся Элла обращается к Дэвиду за помощью. Детектив Родригес появляется в апартаментах, чтобы допросить Вайолет, но девушка успевает ускользнуть от него через окно. Лорен решает, что пора перейти на другой уровень в её тайной работе. Покидая отель, Лорен сталкивается с Уэнди — женщиной, у которой есть договорённость с администрацией отеля. |                                    |                   |                                          |                                           |                           |
| 5 | «Canon / Закон»                    | Норман Бакли      | Крис Файф                                | 6 октября 2009 (США) 22 марта 2010 (РФ)   | 1.60                      |
| После наводки Джейн, полиция вызывает Эллу на допрос. Лорен разрывается между Райли и своим новым боссом Уэнди. Джону обвиняют в краже бриллиантового колье из дома риэлтора, однако положение вещей становится ещё хуже, когда Элла говорит, что видела похожее колье в комнате Дэвида. Вайолет подставляет очередного работника, чтобы сблизиться с Огги. |                                    |                   |                                          |                                           |                           |
| 6 | «Shoreline / Береговая линия»      | Роксан Доусон     | Алекс МакНэлли                           | 13 октября 2009 (США) 23 марта 2010 (РФ)  | 1.38                      |
| Известный модельер Антон Ви предлагает Райли стать лицом рекламной кампании его новой джинсовой коллекции к ужасу Эллы, работающей на Антона. Джона рад возможности решить свои финансовые проблемы благодаря грядущей сделке, однако из-за этого между ним и Райли происходит очередная ссора. Уэнди отправляет Лорен работать на яхту, но девушка начинает паниковать, встретив там Дэвида. Вайолет притворяется заболевшей, чтобы прийти на приём к Майклу, планируя отомстить ему за Сидни. |                                    |                   |                                          |                                           |                           |
| 7 | «Windsor / Виндзор»                | Патрик Норрис     | Джонатан Карен                           | 20 октября 2009 (США) 24 марта 2010 (РФ)  | 1.50                      |
| Слоган эпизода: «One innocent look can cause you to ask the questions, you already know the answers to» На одной из фотосессий Антона Ви, Элла и Райли встречают бывшую жительницу апартаментов — Джо Рейнольдс, которая пытается уговорить Райли сняться обнажённой, чтобы помочь девушке научиться контролировать собственные эмоции. Между тем, Джона встречается с Кендрой — представителем продюсера, который согласился снять фильм по сценарию юноши в обмен на молчание. Вайолет делает очередную попытку обратить на себя внимание Огги, а Лорен узнаёт секрет Дэвида. |                                    |                   |                                          |                                           |                           |
| 8 | «Gower / Гауэр»                    | Дэвид Баррэт      | Каприс Крэйн                             | 3 ноября 2009 (США) 25 марта 2010 (РФ)    | 1.48                      |
| Слоган эпизода: «When you are already risking everything, where do you draw the line?» Райли помогает Джоне заниматься съёмками свадьбы, однако между влюблёнными происходит ссора прямо во время церемонии. Ставя отношения с Джоной выше дружбы с Огги, Райли прекращает общаться с молодым человеком. Огги не проявляет особой радости по этому поводу. Элла обращает внимание на новую дорогую одежду Лорен и находит конверт, набитый деньгами — девушке кажутся подозрительными ночные задержки соседки на работе. Между тем, у Дэвида всё растёт уверенность в своей причастности к убийству Сидни. |                                    |                   |                                          |                                           |                           |
| 9 | «Ocean / Океан»                    | Лиз Фридлэндэр    | Дэвид Бэбкок                             | 10 ноября 2009 (США) 29 марта 2010 (РФ)   | 1.27                      |
| Слоган эпизода: «If You Are Not Getting What You Need At Home, Then It’s Time To Give Your Neighbour A Call» Когда на орудии убийства найдена кровь Огги, полиция обыскивает апартаменты и требует, чтобы другие жители рассказали им, где прячется Огги. Райли мучит совесть, ведь она хочет помочь полиции, и Джона вынуждает девушку сделать звонок, ведь она знает, где прячется молодой человек. Между тем, Джона должен притвориться для работы, что Элла — его невеста, однако их игра заходит слишком далеко. Дэвид должен тайком встретиться со своим младшим братом Ноа, но когда мальчик случайно поранился, Лорен приходится спасать жизнь малыша и, возможно, рискуя вызвать гнев доктора Манчини.                              |                                    |                   |                                          |                                           |                           |
| 10 | «Cahuenga / Кахенга»               | Майкл Филдс       | Каролин Драйс                            | 17 ноября 2009 (США) 30 марта 2010 (РФ)   | 1.57                      |
| Слоган эпизода: «Blonde vs. Blonde» Элла и Калеб встречаются с владелицей агентства — Амандой Вудворд, практически сразу же уволившей половину персонала, включая Калеба. Кроме того, Аманда ясно даёт понять, что ей нужно от вечеринки Антона Ви, в противном случае, она уволит и Эллу. Между тем, Огги наконец отвечает на заигрывания Вайолет, а Дэвид приглашает Лорен на свидание. |                                    |                   |                                          |                                           |                           |
| 11 | «June / Июнь»                      | Дэвид Пэймер      | Дэн Томпсэн                              | 1 декабря 2009 (США) 31 марта 2010 (РФ)   | 1.41                      |
| Слоган эпизода: «She Walks The Walk. And Talks The Talk» Аманда въезжает в квартиру Сидни, пока идёт строительство её особняка, и заинтересовывается Дэвидом. Между тем, Дэивд и Лорен сближаются, а Элла использует свои чары, чтобы обеспечить Джону новой работой. Кроме того, происходит встреча Аманды и Майкла. |                                    |                   |                                          |                                           |                           |
| 12 | «San Vicente / Святой Винсент»     | Бетани Руни       | Крис Файф, Тодд Славкин и Даррен Суиммер | 8 декабря 2009 (США) 1 апреля 2010 (РФ)   | 1.25                      |
| Слоган эпизода: «Passion. Sex. Jealousy. Some Sins Are Worth It» Джона и Райли собираются поехать в Лас-Вегас, однако всё идёт не совсем по плану — Элла устраивает важную встречу для Джоны с продюсером, заинтересованном в подписании контракта. Тем временем Лорен обращается за помощью к Дэвиду, когда у неё возникаю проблемы с клиентом, а Огги признаётся в любви Райли. Майкл рассказывает Дэвиду об убийце Сидни, а Аманда пытается понять, кто такая на самом деле Вайолет… |                                    |                   |                                          |                                           |                           |
| 13 | «Oriole / Иволга»                  | Грег Биман        | Алекс МакНелли                           | 9 марта 2010 (США) — (РФ)                 | 1.19                      |
| Слоган эпизода: «Bigger & More Wicked Than Ever. New Faces. New Body Parts. Same Compromising Positions. Twice» Аманда назначает Эллу ответственной за вечеринку по случаю приезда её возлюбленного Бена. Райли хочет вновь встречаться с Джоной. Вайолет пытается уговорить ушедшего в запой Огги покинуть город вместе с ней. Аманда застаёт Эллу и Бена вместе, а Лорен выражает благодарность Дэвиду за то, что молодой человек встал на её защиту. Джона признаётся Райли, что переспал с Эллой после того, как она отменила свадьбу. |                                    |                   |                                          |                                           |                           |
| 14 | «Stoner Canyon / Каньон Каменщика» | Сэт Манн          | Каролин Драйс и Каприс Крэйн             | 16 марта 2010 (США) — (РФ)                | 1.16                      |
| Слоган эпизода: «No One Keeps The Secret At Melrose Place… Ba Careful — What You Don’t Know Will Hurt You» Сексуальный Дрю Прэггин въезжает в бывшую квартиру Огги. Между ним и Лорен сразу возникает напряжение, которое возрастает, когда девушка узнаёт, что он практикант в той же больнице и также целеустремлён, как и она. Райли просит Бена помочь ей получить работу учителя в одной из школ, чем вызывает ревность Аманды. Дэвид получает неожиданные известия, которые могут изменить его жизнь, а Элла выдвигает Джоне ультиматум... |                                    |                   |                                          |                                           |                           |
| 15 | «Mulholland / Малхолланд»          | Джей Миллер Тобин | Бэбкок                                   | 23 марта 2010 (США) — (РФ)                | 1.00                      |
| Слоган эпизода: «Can Any Relationship Survive A Stay At Melrose?» Эллу смущает поведение Джоны - ей кажется, что отношения не для неё. Лорен отвечает на угрозы Майкла. Дэвид хочет купить ресторан «Coal», но цена слишком высока для него. Поэтому юноша просит взять его на очередное ограбление, где его ловит Морган — девушка с улицы, страдающая от домогательств своего домовладельца. Дрю тем временем становится звездой рок-группы, а Аманда продолжает поиски украденных картин... |                                    |                   |                                          |                                           |                           |
| 16 | «Santa Fe / Санта Фе»              | Грег Биман        | Дэн Томсан и Алекс МакНелли              | 30 марта 2010 (США) — (РФ)                | 1.06                      |
| Слоган эпизода: «The Building Never Changes. And Neither Does The Drama.» Элла понимает, что может оказаться в тюрьме и решает разобраться в происходящем, а Джо Рейнальдс осознаёт, что Аманда вновь начала свои игры. Джона решает утроиь вечеринку, чтобы отпраздновать свой успех. Джейн ссорится с Амандой из-за Эллы и встречает Майкла. Между тем, доктор Манчини начинает шантажировать Лорен: он раскроет её секрет, если девушка не переспит с ним. Тогда Лорен решается сама рассказать обо всём друзьям, и Дэвид приходит в бешенство. Тем временем Райли и Дрю идут на первое свидание. |                                    |                   |                                          |                                           |                           |
| 17 | «Sepulveda / Сэпульведа»           | Норман Бакли      | Каролин Драйс                            | 6 апреля 2010 (США) — (РФ)                | 1.05                      |
| Слоган эпизода: «What If What You Lost Is Better Than What You Have?» Дэвид сталкивает с трудностями в управлении рестораном в день, когда в нём должен появиться кулинарный критик. Пытаясь извиниться за то, что скрывала от него подробности своей двойной жизни, Лорен помогает Дэвид в ресторане. Элла хочет уничтожить фальшивые доказательства своей вины, но Джоне не нравятся её методы. Тогда Элла обращается за помощью к Дэвиду. Райли основывает фонд образования, а Дрю пытается выкупить возможность свиданий с Райли, тем самым внеся крупную сумму. Всё оборачивается неожиданностью, когда между Дрю и ревнующим Джоной разворачивается настоящая битва. Между тем, сам Джона вновь сталкивается с изнанкой шоу-бизнеса... |                                    |                   |                                          |                                           |                           |
| 18 | «Wilshire / Уилшир»                | Грег Биман        | Даррен Суиммер и Тодд Славкин            | 13 апреля 2010 (США) — (РФ)               | 1.20                      |
| Слоган эпизода: «Coming Clean. One Thing. One Big Finale» Аманда увольняет Эллу, а девушка находит картины и начинает шантажировать Аманду. Дрю пытается отговорить Майкла от сложной операции, а Лорен наконец выводит Майкла на чистую воду прямо перед другими врачами. Дэвид и Лорен помирились, но ревнующая Морган решает изменить ситуацию, превращая её в опасную для жизни Лорен. Джона хочет быть вместе с Райли, но девушка отказывает ему, а Дрю признаётся Райли, что 5 месяцев назад у него была тяжёлая операция, и что он может скоро умереть… |                                    |                   |                                          |                                           |                           |

## Показ сериала

### Критика
Кен Такер из Entertainment Weekly оценил пилотный эпизод на «B», заметив, что «пока до конца не ясно — станет ли новое шоу таким же увлекательным, как его предшественник, но начало было многообещающим». В обзоре Los Angeles Times, сравнивая два шоу, отметили, что «в новом сериале больше нуара, мыльность превратилась в криминальную интригу, а игра актёров и диалоги стали более утончёнными в то время, как алкоголизм, наркомания, безбожность и даже убийство по-прежнему остаются постоянными жителями комплекса 4616». В статье The Hollywood Reporter сказано, что шоу «принципиально новое и гламурное, но такое знакомое и чётко выверенное. Удовольствие переполняет знакомый комплекс, но будьте осторожны — после просмотра хочется принять душ». Шоу стало главным в Twitter среди обсуждаемых сериалов в ночь премьеры, а показатели рейтинга обеспечили сериалу второе место среди целевой удитории в эфирном времени 21:00.
Сайт Metacritic оценил эпизод в 57 %, собрав различные отзывы на основе 23 обзоров критиков.

### Рейтинги
| # | Количество эпизодов | Время показа   | Показ           | Показ          | Показ       | Количество зрителей (в млн.) | Позиция в рейтинге | Рейтинг (в категории от 18 до 49 лет) |
| # | Количество эпизодов | Время показа   | Премьера        | Окончание      | Сезон       | Количество зрителей (в млн.) | Позиция в рейтинге | Рейтинг (в категории от 18 до 49 лет) |
| - | ------------------- | -------------- | --------------- | -------------- | ----------- | ---------------------------- | ------------------ | ------------------------------------- |
| 1 | 18                  | Вторник, 21:00 | 8 сентября 2009 | 13 апреля 2010 | 2009 — 2010 | 1.29                         | #138               | 0.7                                   |

### Выход на DVD
26 октября 2010 года «CreateSpace» сайта Amazon.com в рамках MOD-проекта (англ. manufacture-on-demand) начал продажу 6-дискового издания сериала под названием «Melrose Place: The DVD Edition». Общая продолжительность эпизодов составила 740 минут, кроме того на издание были добавлены бонусные материалы — интервью с актёрами сериала.
В России сериал официально не издавался.

### Показ в России
С 15 марта 2010 года сериал начал транслироваться в России на канале Муз-ТВ, но сезон не был показан полностью, так как премьера в России состоялась во время премьерного показа в США, и попросту на тот момент ещё не все серии сезона были выпущены в эфир Америки. На Муз-Тв были показаны 11 из 18 серий — трансляция завершилась 1 апреля 2010 года. Никакой информации о дальнейшем показе последних семи серий шоу на канале Муз-Тв нет.

### Показ в других странах
| Страна                   | Телеканал                                      |
| ------------------------ | ---------------------------------------------- |
| Страны Латинской Америки | Sony Entertainment Television (10 ноября 2009) |
| Чили                     | Mega (9 января 2011)                           |
| Австралия                | Network Ten                                    |
| Канада                   | Canwest Global                                 |
| Греция                   | Skai TV (октябрь 2010)                         |
| Грузия                   | Rustavi 2 (октябрь 2010)                       |
| Франция                  | M6 (16 марта 2011)                             |
| Финляндия                | Nelonen (31 декабря 2011)                      |
| Германия                 | Sixx (4 июля 2011)                             |
| Ирландия                 | RTÉ Two                                        |
| Израиль                  | yes stars Next (17 января 2010)                |
| Черногория               | TV IN (6 февраля 2012)                         |
| Нидерланды               | RTL 5                                          |
| Новая Зеландия           | C4 (17 февраля 2011)                           |
| Норвегия                 | TV2 Zebra                                      |
| Филиппины                | Velvet (19 января 2010)                        |
| Португалия               | FOX Life Portugal                              |
| Словения                 | TV3 Slovenia (21 января 2011)                  |
| Швеция                   | TV400 (23 ноября 2009)                         |
| Великобритания           | Fiver                                          |